# Alfred Lane
Alfred Lane (n. 26 septembrie 1891, New York City, New York, SUA – d. octombrie 1965, New York City, New York, SUA) a fost un trăgător de tir ce a reprezentat Statele Unite ale Americii, medaliat olimpic. A participat la 2 ediții ale Jocurilor Olimpice (1912, 1920) în care a câștigat 5 medalii de aur și o medalie de bronz.